# Takeshi Watanabe
Takeshi Watanabe (jap. 渡辺 毅 Watanabe Takeshi; ur. 10 września 1972) – japoński piłkarz, reprezentant kraju.

## Kariera klubowa
Od 1995 do 2004 roku występował w klubie Kashiwa Reysol.

## Kariera reprezentacyjna
W reprezentacji Japonii zadebiutował w 1997.

## Statystyki
| Reprezentacja Japonii | Reprezentacja Japonii | Reprezentacja Japonii |
| Rok                   | Mecze                 | Gole                  |
| --------------------- | --------------------- | --------------------- |
| 1997                  | 1                     | 0                     |
| Razem                 | 1                     | 0                     |